# Rhodostrophia praecisaria
Rhodostrophia praecisaria är en fjärilsart som beskrevs av Louis Beethoven Prout 1913. Rhodostrophia praecisaria ingår i släktet Rhodostrophia och familjen mätare. Inga underarter finns listade.